# Music from Malcolm in the Middle
Music from Malcolm in the Middle es la banda sonora de la serie de televisión Malcolm in the middle, lanzada el 21 de noviembre de 2000.

## Lista de canciones
|     |                                                           |                            |          |  |  |  |  |  |  |  |
| N.º | Título                                                    | Intérprete (s)             | Duración |  |  |  |  |  |  |  |
| 1.  | «Boss of Me» (theme song)                                 | They Might Be Giants       |          |  |  |  |  |  |  |  |
| 2.  | «Washin' + Wonderin'» (from "Theraphy")                   | Strocke 9                  |          |  |  |  |  |  |  |  |
| 3.  | «Good Life» (from "Turnpike Diaries")                     | The Getaway People         |          |  |  |  |  |  |  |  |
| 4.  | «You All Dat (Radio Mix)» (from "The Grandparents")       | Baha Men                   |          |  |  |  |  |  |  |  |
| 5.  | «Been Here Once Before» (from "Flashback")                | Eagle-Eye Cherry           |          |  |  |  |  |  |  |  |
| 6.  | «Falling For The First Time»                              | Barenaked Ladies           |          |  |  |  |  |  |  |  |
| 7.  | «Drunk Is Better Than Dead» (from "Therapy")              | The Push Stars             |          |  |  |  |  |  |  |  |
| 8.  | «Bizarro»                                                 | Citizen King               |          |  |  |  |  |  |  |  |
| 9.  | «We Are Monkeys» (from "New Neighbors")                   | Travis                     |          |  |  |  |  |  |  |  |
| 10. | «Right Place, Wrong Time» (from "Home Alone 4")           | Screamin' Cheetah Wheelies |          |  |  |  |  |  |  |  |
| 11. | «Smile» (from "Old Mrs. Old")                             | Hanson                     |          |  |  |  |  |  |  |  |
| 12. | «Heaven Is A Halfpipe»                                    | OPM                        |          |  |  |  |  |  |  |  |
| 13. | «Tune In (Round Window)» (from "Halloween Approximately") | Flak                       |          |  |  |  |  |  |  |  |
| 14. | «Don't Push It, Don't Force It»                           | Gordon                     |          |  |  |  |  |  |  |  |
| 15. | «Cotton Eye Joe» (from "Dinner Out")                      | Rednex                     |          |  |  |  |  |  |  |  |
| 16. | «Older»                                                   | They Might Be Giants       |          |  |  |  |  |  |  |  |
| 17. | «I Just Don't Care»                                       | The Dust Brothers          |          |  |  |  |  |  |  |  |
| 18. | «Spiraling Shape»                                         | They Might Be Giants       |          |  |  |  |  |  |  |  |
| 19. | «Ooh La La»                                               | The Wiseguys               |          |  |  |  |  |  |  |  |

## Premios
El álbum ganó en 2002 un Premio Grammy por la mejor canción escrita para un programa de televisión.
- Datos: Q6941857